# ماتیاس د آموریم
ماتیاس دی آموریم (پرتغالی: Mathias Dé Amorim؛ زادهٔ ۱۰ دسامبر ۲۰۰۴) بازیکن فوتبال اهل فرانسه است که در پست هافبک میانی برای باشگاه فامالیسائو در لیگ برتر پرتغال و تیم ملی پرتغال بازی می‌کند.
وی همچنین در تیم‌های ملی فوتبال زیر ۱۸ سال فرانسه، زیر ۲۰ سال فرانسه و زیر ۲۱ سال پرتغال بازی کرده‌ است.

## دوران باشگاهی
در ۱۴ اوت ۲۰۲۳، دی آموریم اولین بازی حرفه‌ای خود را برای بوردو انجام داد. او در دقیقهٔ ۸۸ به عنوان بازیکن تعویضی وارد زمین شد. این بازی با پیروزی ۱–۰ در لیگ ۲ برابر کنکارنو همراه بود. در ۲۲ اوت، او اولین قرارداد حرفه‌ای خود را تا ژوئن ۲۰۲۶ امضا کرد.

## دوران ملی
در ۳۱ اوت ۲۰۲۳، دی آموریم اولین دعوت ملی خود را دریافت کرد، او برای دو بازی با زیر ۲۰ سال فرانسه مقابل دانمارک دعوت شد. او اولین مسابقه خود را در تاریخ ۹ سپتامبر انجام داد که این بازی با تساوی ۲–۲ به پایان رسید.

## زندگی شخصی
دی آموریم، متولد فرانسه، اصالتاً پرتغالی است. او دارای تابعیت فرانسه و پرتغال است.